# Johannes Classen
Johannes Classen (Amburgo, 21 novembre 1805 – Amburgo, 31 agosto 1891) è stato un filologo classico e educatore tedesco.

## Biografia
Classen studiò alla Gelehrtenschule des Johanneums. Studiò all'Università di Lipsia e a Bonn, dove fu allievo di Barthold Georg Niebuhr. Dal 1827 visse nella casa di Niebuhr, dove durante la sua permanenza insegnò al figlio Marcus. Dopo la morte di Niebuhr, avvenuta il 2 gennaio 1831, e di sua moglie, nove giorni dopo, Classen si prese cura dei tre figli.
Nel 1829 conseguì la sua abilitazione a Bonn, e nel 1832 prestò servizio come assistente presso il Joachimsthalsche Gymnasium di Berlino. Durante l'anno seguente divenne professore presso il Katharineum zu Lübeck. Nel 1853 fu nominato direttore del ginnasio comunale (scuola secondaria) a Francoforte sul Meno.
Pubblicò un'opera di otto volumi sulle opere di Tucidide (Thukydides, 1862-1889). Fu anche autore di una biografia del 1859 sull'umanista rinascimentale Jacob Micyllus.